# ニュージーランド国旗変更国民投票
ニュージーランドの国旗の変更をめぐる国民投票（ニュージーランドのこっきのへんこうをめぐるこくみんとうひょう、英：2015–2016 New Zealand flag referendums）が、2015年から2016年にかけて行われた。2015年11-12月の投票では新国旗案が決定され、2016年3月の投票で新国旗案を現行国旗と置き換えるか否かが問われ、現行国旗が維持されることとなった。

## 背景

現行のニュージーランド国旗

ニュージーランドは英領時代の1869年に青地に左上（カントン）にユニオンジャックを配し、残りの部分を青地にしたいわゆるブルー・エンサインを基に、南十字星を意味する白く縁取られた四つの赤い星を配したものを国旗として導入し、1902年に議会によって正式に国旗と制定された。1947年の独立の際にも変更されず、100年以上にわたり国旗として使用された。
しかし、ニュージーランドでイギリス離れが始まった1970年代頃から国旗を変更すべきとの議論が始まった。

## 推移

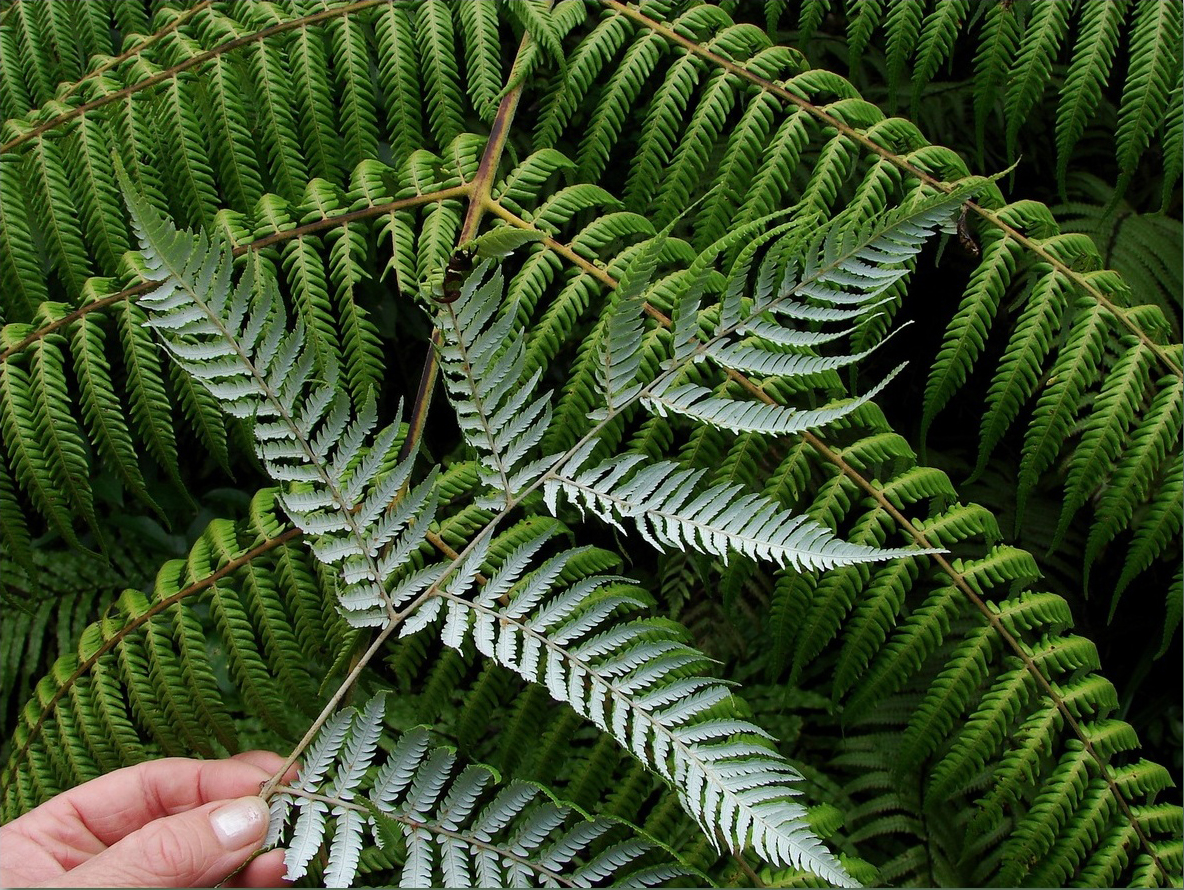
ニュージーランド原産の「シルバーファーン」

2014年3月11日、ジョン・キー首相が現行国旗にユニオンジャックが含まれていることはイギリスの植民地であったことの象徴であり、独立後の文化や社会を反映したものではないと講演で指摘。カナダの国旗にはかつてニュージーランドと同様に国旗の一部にユニオンジャックが含まれていたが、1965年にこれを外しメープルリーフ柄の国旗に変更した例を成功例として挙げ、国民投票で国旗変更を問う意向を表明した。同年9月に実施された総選挙では高い支持率を維持するキー政権が大勝し、10月29日、国旗変更の是非を問う国民投票を2016年に実施すると発表した。
2015年2月、政府が指名した実業家や法律家、歴史家、元スポーツ選手ら12人からなる国旗検討委員会が発足し、新国旗デザイン案を公募。集まった10,292点の中から委員会が8月上旬に40点に絞込み、9月1日に最終候補の4点を公表した。いずれもニュージーランド原産の「シルバーファーン」や「コル」（シダの新芽）など、シダの葉が図案として含まれているものであった。しかし国民には不評で、9月24日にいったんは選外となりながら国民から支持の高い「レッドピーク」が5番目の候補として加えられると発表された。
2015年11月20日から12月11日にかけて1回目の国民投票が実施され、その結果、シルバーファーン（黒、白、青）が選出された。これを新国旗案とし、2016年3月3日から24日にかけて実施される2回目の国民投票にて現行国旗と新国旗案のどちらを国旗して選択するかが問われた。2016年3月24日、国旗を維持するという暫定結果が選管より発表され、国旗変更を主導したキー首相も敗北を認めた。3月30日に最終結果が発表され、現行国旗を引き続き使用するとした票が全体の56.6％、シルバーファーンへ変更するとした票は43.2％であった。
なお、仮に変更することとなった場合でも手続きに半年ほど要するため、2016年8月開催のリオデジャネイロ五輪には間に合わない見込みとされていた。

## 有権者
有権者は以下の3つを全て満たす者に限られる。
- 18歳以上
- 1年以上連続してニュージーランドに居住したことがある
- ニュージーランド国民、もしくは永住資格がある

ただしニュージーランド国民でないクック諸島マオリ、ニウエ、トケラウ、オーストラリアのいずれかの国民である場合でも、ニュージーランドに12ヶ月連続して居住したことがある場合は投票のため名前を登録し投票することができ、永住資格は必要ない。
また、ニュージーランド国外に在住の場合はさらに別の条件を満たせば投票資格を得る。

## 投票方法
投票用紙が郵便で送付される。このため、事前に正しい送付情報を2015年11月19日までに登録することが求められている。
第1回目の投票では優先順位付投票制が用いられる。有権者は投票用紙に描かれた以下の5つの新国旗案について、最も良いと思う案から1、2、…、5と番号を順番につけていく。番号は途中でやめても構わないが、番号を飛ばしたり、同じ番号を2つの案に書き込むことは許されない。以降、過半数の「1」票を獲得する案が現れるまで、最も「1」票数の少ない案を排除していく。

シルバーファーン（赤、白、青）
レッドピーク
コル（黒）
シルバーファーン（黒、白）
シルバーファーン（黒、白、青）

第2回目の投票では以下の2つのうち、いずれかを国旗として使用するか選択する。

シルバーファーン（黒、白、青）
現行の国旗

## 新国旗案
2015年8月に選出された40候補のうち39についてはニュージーランド政府の公式サイトで閲覧が可能(The long list)。
2015年11月の投票に進んだのは以下の5候補。
| デザイン | デザイナー氏名 | デザイン名称                   |
| -------- | -------------- | ------------------------------ |
|          | Kyle Lockwood  | シルバーファーン（赤、白、青） |
|          | Aaron Dustin   | レッドピーク                   |
|          | Andrew Fyfe    | コル（黒）                     |
|          | Alofi Kanter   | シルバーファーン（黒、白）     |
|          | Kyle Lockwood  | シルバーファーン（黒、白、青） |

## 変更に対する賛否

現行のオーストラリア国旗

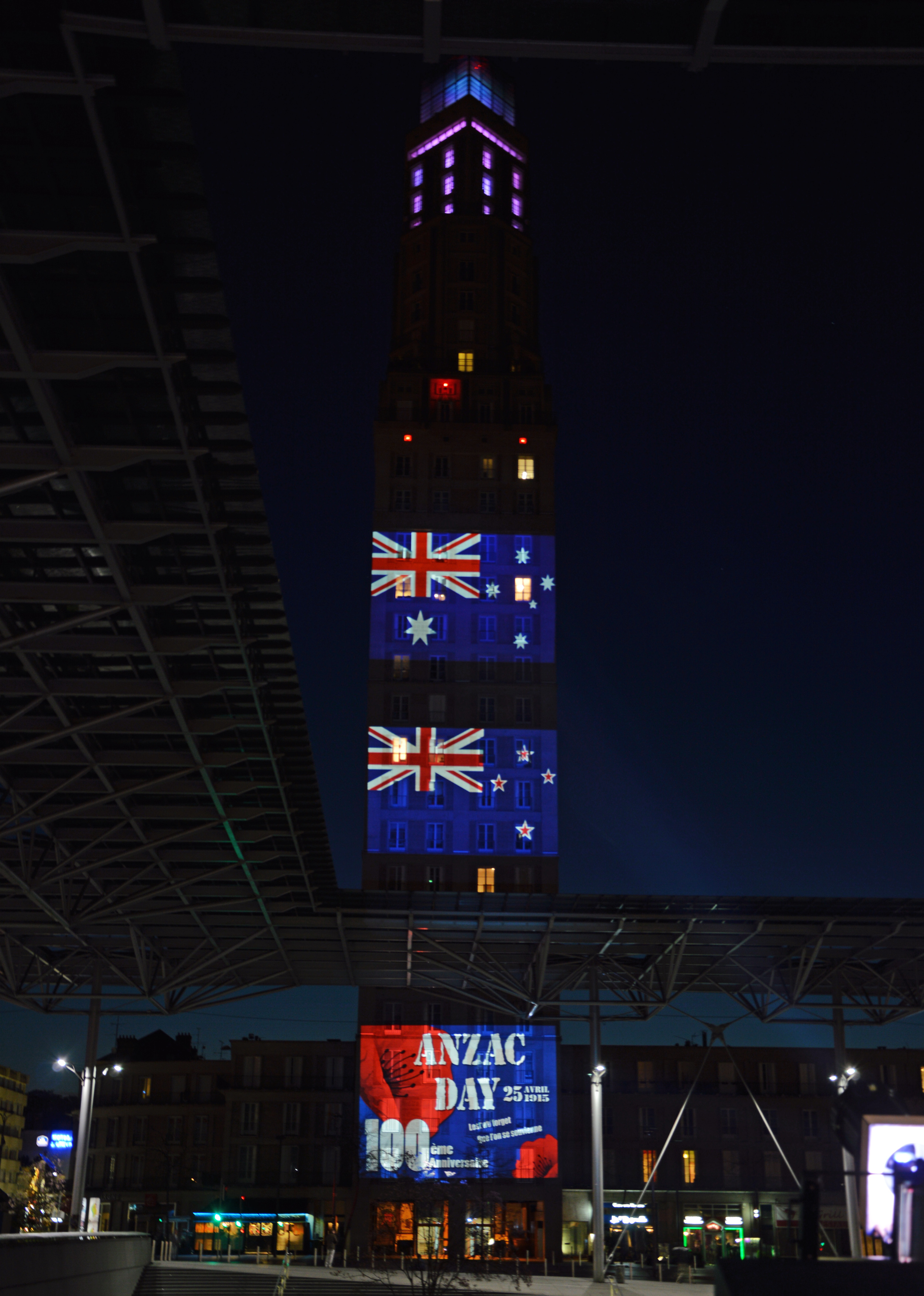
2015年ANZACの日のライトアップ。上からオーストラリア、ニュージーランドの国旗である。両者は良く似ているがガリポリの戦い以来100年近く使用されきたため退役軍人から変更に反対の声もある。

100年以上使用してきた国旗を変更することに対しては賛否両論が存在している。キー首相が変更を推進する一方で、退役軍人団体などが変更反対の意向を示している。
当初はニュージーランド国民の間でも国旗の変更に理解が広まらず、2014年11月の時点で賛成19％、反対43％とする世論調査もあった。2015年7月に現行ニュージーランドの国旗をニューヨーク市民に見せ国名を答えてもらうという企画を地元のテレビ番組が放送し、市民の大半がオーストラリア、もしくはわからないと答えたことがきっかけとなり、国旗変更に対する議論が深まった。

### 賛成意見
- 国旗にユニオンジャックが含まれていることはイギリスの植民地であったことの象徴であり、独立後の文化や社会を反映したものではない[2]。
- 国外ではオーストラリア国旗との区別がつきにくい[2][14]。
- ニュージーランドの国旗と認識されやすいデザインを制定し、同国製商品につけることで、経済効果が見込める[2][3]。

### 反対意見
- 国旗変更はキー首相が歴史に名を刻みたいだけ[2]。
- 国旗変更に際しては国民投票などのため2600万ニュージーランド・ドル（約20億円）かかる。野党・ニュージーランド労働党のアンドリュー・リトル党首は、国旗変更は無駄遣いであると指摘[2]。
- 現行国旗は多くの兵士が掲げて戦った思い入れのあるもの。退役軍人協会RSAなどが主張[2]。

## デザインに対する批判
国旗変更の是非とは別に、デザインについていくつかの批判が巻き起こった。そもそも国旗検討委員会にデザインや芸術の専門家が含まれていないことにも批判があった。
4案に絞り込まれる過程で、インターネット上で支持されていた候補が相次いで残らず、
特にシルバーファーンを模した案については、葉が互い違いでなく左右対称に生えていることは植物学的には間違いであるという指摘もなされた。また、コルの渦巻きには催眠模様であるという批判もあった。

## 知的財産権
新国旗案デザイン応募の際には、応募者は知的財産権を含むあらゆる権利をニュージーランド政府へ無償譲渡することへの同意が求められている。ただし、新国旗として選出されなかった場合の諸権利はデザイナーに戻る。最初に国旗検討委員会によって選ばれた40候補のうち、最終候補に残れなかった1候補についてはデザイナーが著作権を主張したため、2015年10月現在、ニュージーランド政府による公式サイトにデザインが掲載されていない(The long list)。
また、国旗は商業目的ではないため、ニュージーランド政府は商標登録は行わない。